# Lijst van rijksmonumenten in Mander
De plaats Mander telt 9 inschrijvingen in het rijksmonumentenregister. Hieronder een overzicht.
| Object                                                                          | Oorspronkelijke functie?  | Bouwjaar                        | Architect | Locatie         | Coördinaten?                  | Nr.?   | Afbeelding                                   |
| ------------------------------------------------------------------------------- | ------------------------- | ------------------------------- | --------- | --------------- | ----------------------------- | ------ | -------------------------------------------- |
| Molen van Bels                                                                  | Industrie- en poldermolen | 1725                            |           | Bergweg 9       | 52° 26' 46" NB, 6° 50' 34" OL | 35757  | Meer afbeeldingen                            |
| Molen van Frans                                                                 | Industrie- en poldermolen | 1725                            |           | Oosteriksweg 26 | 52° 26' 45" NB, 6° 50' 52" OL | 35758  | Meer afbeeldingen                            |
| Terrein waarin urnenveld                                                        | Archeologisch monument    | Bronstijd/vroege IJzertijd      |           |                 | 52° 27' 13" NB, 6° 49' 31" OL | 46076  | Upload foto                                  |
| Terrein waarin drie grafheuvels                                                 | Archeologisch monument    | Neolithicum                     |           |                 | 52° 27' 18" NB, 6° 50' 33" OL | 46077  | Upload foto                                  |
| Terrein waarin twee grafheuvels en urnenveld                                    | Archeologisch monument    | Neolithicum/Bronstijd/IJzertijd |           |                 | 52° 27' 31" NB, 6° 50' 35" OL | 46078  | Terrein waarin twee grafheuvels en urnenveld |
| Terrein waarin grafheuvel                                                       | Archeologisch monument    | Neolithicum                     |           |                 | 52° 27' 2" NB, 6° 50' 26" OL  | 46079  | Upload foto                                  |
| Terrein waarin vijf grafheuvels                                                 | Archeologisch monument    | Neolithicum en/of Bronstijd     |           |                 | 52° 27' 6" NB, 6° 50' 29" OL  | 46080  | Upload foto                                  |
| Terrein waarin grafheuvel                                                       | Archeologisch monument    | Bronstijd                       |           |                 | 52° 27' 10" NB, 6° 50' 29" OL | 46081  | Upload foto                                  |
| Terrein waarin onder andere gereconstrueerde grafheuvel van restant van hunebed | Archeologisch monument    | Neolithicum                     |           |                 | 52° 27' 24" NB, 6° 50' 30" OL | 511160 | Meer afbeeldingen                            |